# كارين أندرسون
كارين أندرسون (بالإنجليزية: Karen Anderson) هي رامية الرمح ‏ أمريكية، ولدت في 5 أبريل 1938 في دنفر في الولايات المتحدة.

## وصلات خارجية
- كارين أندرسون على موقع الاتحاد الدولي لألعاب القوى (الإنجليزية)
- كارين أندرسون على موقع أوليمبيديا (الإنجليزية)